# Five Nights at Freddy's 2
Five Nights at Freddy's 2 é um jogo eletrônico independente de terror em point-and-click desenvolvido e publicado por Scott Cawthon. Lançado em 10 de novembro de 2014 para Microsoft Windows, é o segundo título principal da série Five Nights at Freddy's.
Nele, o jogador assume o papel de um vigia noturno encarregado de sobreviver a cinco noites em uma pizzaria fictícia infestada por animatrônicos hostis. A sequência introduz diversas mudanças em relação ao antecessor, como novos personagens, a remoção das portas de proteção e a adição de mecânicas como a lanterna e a máscara de Freddy. 
O jogo recebeu críticas geralmente positivas por sua atmosfera intensa e inovação em relação ao primeiro título, embora tenha sido alvo de críticas por sua dificuldade elevada e curva de aprendizado acentuada. Seu lançamento surpreendentemente precoce e o sucesso viral entre criadores de conteúdo contribuíram para consolidar a franquia como um fenômeno da cultura pop dos anos 2010.
O jogo é frequentemente citado como uma das principais influências no ressurgimento do gênero survival horror indie no início dos anos 2010."

## Jogabilidade

A Noite Personalizada é desbloqueada após a conclusão da sexta noite. Nessa modalidade, o jogador pode selecionar quais personagens enfrentar, além de definir o nível de dificuldade de cada um, variando de 0 a 20.

Em Five Nights at Freddy's 2, o jogador assume novamente o papel de um guarda noturno que precisa sobreviver ao turno das 12h às 6h da manhã por cinco noites consecutivas. Tal como no jogo anterior, a jogabilidade é centrada em vigiar câmeras de segurança e evitar ataques de animatrônicos hostis. No entanto, a sequência elimina o uso de portas para proteção, aumentando a sensação de vulnerabilidade e exigindo o uso de novas estratégias. Para se defender, o jogador pode vestir uma máscara de Freddy Fazbear quando certos animatrônicos se aproximam, além de utilizar uma lanterna para afugentar Foxy e iluminar os corredores. Uma das câmeras exige atenção constante: o jogador deve manter uma caixa de música ativada para impedir o ataque do Puppet. O jogo introduz uma variedade ampliada de inimigos, totalizando onze animatrônicos com comportamentos únicos, o que aumenta o desafio e a complexidade. O jogador precisa equilibrar rapidamente as ações entre observar as câmeras, usar a lanterna, alternar para a máscara e manter a caixa de música funcionando, tudo isso enquanto lida com eventos aleatórios e sustos repentinos. Após completar as cinco noites principais, modos extras e desafios especiais são desbloqueados, oferecendo níveis adicionais de dificuldade e modificações na jogabilidade.

## Enredo
Five Nights at Freddy's 2 serve como prequela dos eventos apresentados no primeiro jogo da franquia, ambientando-se em uma nova filial da Freddy Fazbear’s Pizza no ano de 1987. O jogador assume o papel de Jeremy Fitzgerald, um guarda noturno recém-contratado para vigiar o local entre 00h e 06h.
Nesta instalação, os animatrônicos possuem sistema de reconhecimento facial conectado a um banco de dados criminal para identificar possíveis infratores e proteger as crianças. Apesar dessa tecnologia, os robôs não foram programados com modo noturno adequado, e quando detectam silêncio, buscam a fonte de som mais próxima — geralmente a sala de segurança, onde está o protagonista.
A narrativa é revelada de forma fragmentada por meio de gravações telefônicas deixadas pelo “Phone Guy” e minijogos em estilo retrô 8-bit, que fornecem pistas sobre incidentes passados, incluindo o desaparecimento de crianças e a ameaça de uma figura púrpura que persegue vítimas no prédio.
No final da quinta noite, Fitzgerald recebe seu cheque de pagamento datado de 1987 e é informado que o restaurante será temporariamente fechado. A empresa planeja reciclar os animatrônicos antigos após descartar os modelos “toy”, mantendo-os para uma possível reabertura com orçamento reduzido.
Na sexta noite, o Phone Guy assume o turno noturno enquanto Fitzgerald é transferido para o dia seguinte. Na sétima noite (Custom Night), o jogador controla Fritz Smith, que é demitido após interferir na programação dos animatrônicos.
Essa estrutura narrativa expande o universo da série, explicando a origem dos animatrônicos possuídos, os assassinatos infantis e o contexto que antecede os eventos do primeiro jogo.

## Lançamento e distribuição
Five Nights at Freddy's 2 foi lançado inicialmente para Microsoft Windows em 11 de novembro de 2014, sendo disponibilizado na plataforma Steam. Poucos dias depois, versões para Android (13 de novembro) e iOS (20 de novembro) foram lançadas. O jogo também chegou ao Windows Phone no mesmo ano.
Anos mais tarde, em 29 de outubro de 2019, o título foi relançado em versões remasterizadas para consoles modernos, incluindo PlayStation 4, Xbox One e Nintendo Switch, como parte de uma coletânea dos primeiros jogos da franquia. Todas as versões foram distribuídas de forma digital.

## Trilha sonora
A trilha sonora de Five Nights at Freddy's 2 combina faixas originais com músicas de domínio público e trilhas de bibliotecas sonoras. Em vez de uma trilha musical contínua, o jogo utiliza sons atmosféricos e músicas pontuais para criar tensão e imersão.
| Five Nights at Freddy's 2 — Versão do jogo | |         |  |
| N.º                                        | Título | Duração |  |
| 1.                                         | "Main Menu (The Sand Temple)" (Tema do menu principal; versão adaptada por Leon Riskin com base na faixa "The Sand Temple" de Bjørn Lynne.) | 0:52    |  |
| 2.                                         | "My Grandfather’s Clock" (Música da caixa de música no Prize Corner; composta por Henry Clay Work.)                                         | 0:15    |  |
| 3.                                         | "Pop Goes the Weasel" (Tocada quando o Puppet está prestes a atacar após a caixa de música parar.)                                          | 0:03    |  |
| 4.                                         | "Les Cloches Du Monastère" (Tocada ao final das noites 5, 6 e 7; composta por Lefébure-Wély.)                                               | 0:24    |  |
| 5.                                         | "In the Depths" (Faixa ambiente principal usada durante as noites; composta por Bjørn Lynne.)                                               | 2:23    |  |
| 6.                                         | "Scary Space" (Música atmosférica presente nos minijogos e transições; composta por Pantem.)                                                | 1:04    |  |
| 7.                                         | "Metal Stabs" (Efeitos de tensão usados em transições e momentos específicos.)                                                              | 0:47    |  |
| 8.                                         | "Scary Sirens" (Sons de sirenes e ruídos ambientes usados no fundo sonoro.)                                                                 | 0:06    |  |
| 9.                                         | "CMPTR" (Sons eletrônicos e digitais representando ambientes tecnológicos.)                                                                 | 0:12    |  |
| 10.                                        | "No Hope For Pluto" (Faixa usada em trailers e materiais promocionais do jogo.)                                                             | 2:10    |  |
| 11.                                        | "London Bridge Is Falling Down" (Canção infantil adaptada em trailers e teasers.)                                                           | 0:14    |  |
| 12.                                        | "The Sand Temple" (Faixa original da qual foi adaptado o tema do menu.)                                                                     | 0:14    |  |
| 13.                                        | "Evil Power" (Faixa complementar usada em trailers e segmentos alternativos.)                                                               | 1:27    |  |
| Duração total:                             | Duração total: | 10:11   |  |

## Recepção crítica
Five Nights at Freddy’s 2 recebeu uma recepção mista por parte da crítica especializada. No agregador Metacritic, que calcula uma média ponderada de avaliações profissionais, o jogo obteve uma nota de 62 baseada em 5 análises, indicando "críticas mistas ou medianas".
O site Gamezebo avaliou o jogo positivamente, destacando a ampliação do universo da série com novos animatrônicos e mecânicas que tornam a jogabilidade intensa e desafiadora, ideal para fãs que gostam de multitarefa constante. De forma semelhante, 148Apps ressaltou que as novidades trazem mais profundidade ao gameplay e aumentam a tensão, exigindo reflexos rápidos, embora tenha observado que a complexidade pode afastar jogadores casuais. A análise do TouchArcade também foi favorável, elogiando o design visual e a imersão sonora, e apontando o equilíbrio entre inovação e manutenção do estilo clássico da franquia, mas alertou para a curva de dificuldade elevada.
O PC Gamer elogiou a tensão contínua e a complexidade das novas mecânicas, mas reconheceu que a dificuldade elevada pode frustrar jogadores menos experientes. De maneira parecida, o Destructoid destacou que a ausência de portas e o uso estratégico da máscara e da lanterna criam uma experiência desafiadora, única para fãs do gênero.
Já o Tiscali.cz destacou a atmosfera sombria e o design dos animatrônicos como pontos fortes, porém apontou que a repetitividade e a alta dificuldade podem limitar o apelo do jogo para alguns públicos. Mais crítico, o Multiplayer.it afirmou que o jogo é muito punitivo e que a dificuldade elevada pode tornar a experiência frustrante para jogadores não acostumados com o gênero.

### Prêmios e indicações
| Ano  | Jogo                      | Premiação   | Categoria                | Resultado | Ref.   |
| ---- | ------------------------- | ----------- | ------------------------ | --------- | ------ |
| 2015 | Five Nights at Freddy's 2 | FEAR Awards | Melhor Jogo Independente | Venceu    | [ 22 ] |
| 2015 | Five Nights at Freddy's 2 | FEAR Awards | Jogo do ano              | Venceu    | [ 22 ] |

## Controvérsias
Embora Five Nights at Freddy's 2 não tenha se envolvido em controvérsias graves, alguns críticos e pais questionaram a adequação do jogo para públicos mais jovens, devido à combinação de sua aparência cartunesca com temas perturbadores, como assassinatos infantis e possessão espiritual. Esses elementos suscitaram debates sobre classificação indicativa e segurança para crianças.
Além disso, fóruns e redes sociais registraram discussões relacionadas à alta dificuldade do jogo, com relatos de frustração entre jogadores menos experientes, o que levantou questionamentos sobre acessibilidade e design de dificuldade.

## Legado e impacto cultural
Five Nights at Freddy's 2 é amplamente reconhecido como um dos títulos mais influentes da franquia e um marco no cenário dos jogos independentes de terror. Sua recepção positiva e a rápida expansão de sua base de jogadores solidificaram o sucesso comercial e cultural da série, consolidando o nome de Scott Cawthon como um dos principais desenvolvedores independentes da década de 2010.
O jogo destacou-se por sua abordagem inovadora ao horror, ao evitar a violência gráfica tradicional e investir em tensão psicológica, uso criativo de sons, iluminação limitada e uma narrativa enigmática contada por meio de pistas fragmentadas. Isso influenciou uma nova onda de jogos indie que exploram o horror minimalista, como Tattletail e CASE: Animatronics, e ajudou a redefinir as expectativas do público para o gênero.
Na internet, o jogo tornou-se um fenômeno viral, alimentado por vídeos de reação, gameplays e teorias produzidas por youtubers como Markiplier, CoryxKenshin e MatPat (The Game Theorists). Os vídeos relacionados a FNaF 2 acumularam centenas de milhões de visualizações, ampliando o alcance da franquia para públicos diversos, incluindo crianças e adolescentes, o que gerou discussões sobre a classificação indicativa e a acessibilidade de jogos de terror mais suaves.
A comunidade de fãs produziu uma quantidade significativa de conteúdo inspirado no jogo, incluindo animações, fanarts, músicas originais (como as do canal DAGames), cosplay, fangames e romances gráficos. Personagens introduzidos em FNaF 2, como Toy Bonnie, Mangle, Puppet e Balloon Boy, tornaram-se ícones dentro do fandom e continuam populares em mercadorias oficiais, como pelúcias, camisetas e brinquedos licenciados.
Além disso, os eventos e mistérios do jogo tiveram papel central na construção do lore da franquia. A introdução de minigames em estilo 8-bit, mensagens escondidas e a narrativa dos assassinatos infantis contribuiu para o fascínio teórico que alimenta a longevidade da série. Diversos livros, como a série Fazbear Frights, fazem referência direta aos elementos introduzidos neste segundo jogo.
A influência de FNaF 2 também se estendeu para fora do meio digital. O jogo foi incluído em discussões acadêmicas sobre jogos independentes, cultura de fandom e gamificação do horror. Em 2023, os animatrônicos do jogo fizeram aparições no filme live-action baseado na franquia, e sua sequência cinematográfica, Five Nights at Freddy's 2, com estreia marcada para dezembro de 2025, promete adaptar os eventos centrais deste título para o cinema.

## Sequências e derivados
O sucesso de Five Nights at Freddy's 2 impulsionou a produção de novos títulos da franquia. Five Nights at Freddy's 3 foi lançado em março de 2015, dando continuidade à narrativa iniciada nos jogos anteriores.
Além dos jogos principais, o universo da série foi expandido com livros oficiais, fangames criados por fãs e uma adaptação cinematográfica lançada em 2023, cuja continuação — Five Nights at Freddy's 2 — está prevista para estreia em 5 de dezembro de 2025.
Personagens e elementos introduzidos em FNaF 2 também aparecem em spin-offs como Ultimate Custom Night e FNaF World, além de participarem de minijogos em títulos mais recentes, como Five Nights at Freddy's: Help Wanted.